# Beltinge
Beltinge est une localité du comté du Kent, en Angleterre.

## Géographie
Beltinge, Bishopstone et Hillborough sont trois localités contiguës à l'Est d’Herne Bay.